# Ciklički derivat 2-(2,5-dihidroksifenil)etanamina
Ciklički derivat 2-(2,5-dihidroksifenil)etanamina i spojevi strukturno izvedeni iz njega, vrste psihotropnih tvari. Uvršten je u Hrvatskoj na temelju Zakona o suzbijanju zlouporabe droga na Popis droga, psihotropnih tvari i biljaka iz kojih se može dobiti droga te tvari koje se mogu uporabiti za izradu droga, pod Popis droga i biljaka iz kojih se može dobiti droga, pod 2. Popis psihotropnih tvari i biljaka, Odjeljak 1 - Psihotropne tvari sukladno Popisu 1. Konvencije UN-a o psihotropnim tvarima iz 1971. godine. U cikličke derivate 2-(2,5-dihidroksifenil)etanamina ubrojeni su spojevi strukturno izvedeni iz 2-(2,5-dihidroksifenil)etanamina supstitucijom na položaju 4 benzenskog prstena alkilnom skupinom, halogenalkilnom skupinom ili atomom halogena; dodatno, zamjenom vodikova atoma jedne hidroksilne skupine alkilenskom skupinom ili alkenilenskom skupinom koja tvori petero – ili šesteročlani prsten pripojen benzenskom prstenu u ortho-položaju; dodatno, zamjenom vodikova atoma druge hidroksilne skupine metilnom skupinom, ili alkilenskom ili alkenilenskom skupinom koja tvori petero – ili šesteročlani prsten pripojen benzenskom prstenu u ortho-položaju, bez obzira na to jesu ili nisu dodatno modificirani na jedan ili više od sljedećih načina:
- supstitucijom jednog ili oba vodikova atoma amino-skupine;
- zamjenom vodikovog atoma na prvom ugljikovom atomu do amino-skupine alkilnom skupinom.[1]